# Кладбище советских солдат (Хелмно)
Кладбище советских солдат (пол. Cmentarz Żołnierzy Radzieckich) — советское воинское кладбище, расположенное на аллее 3 мая в г. Хелмно Хелмненского повята Куявско-Поморское воеводство, Польша.
На Братском кладбище похоронены 1284 погибших советских солдат и офицеров, погибших во время тяжёлых боев 25.01.1945-7.02.1945 на линии реки Вислы между Домброва Хелмно и Хелмно. Останки солдат были эксгумированы после окончания войны из их первоначального захоронения на общем кладбище в Хелмно. 
Из 1284 покоящихся здесь воинов идентифицированы только двое: Матвей Евтиевич Чайка и Газир Хаджимусович Барчо.